# WordNet

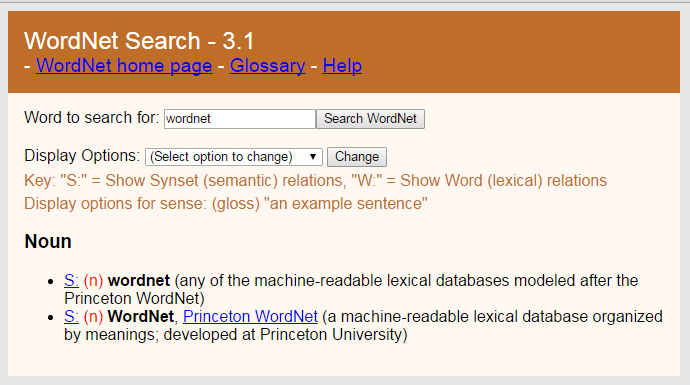

WordNet è un database semantico-lessicale per la lingua inglese elaborato dal linguista George Armitage Miller presso l'Università di Princeton, che si propone di organizzare, definire e descrivere i concetti espressi dai vocaboli.
L'organizzazione del lessico si avvale di raggruppamenti di termini con significato affine, chiamati "synset" (dalla contrazione di synonym set), e del collegamento dei loro significati attraverso diversi tipi di relazioni chiaramente definite. All'interno dei synset le differenze di significato sono numerate e definite.
Il lessico è disponibile gratuitamente on-line e il medesimo metodo è stato applicato anche alle varie lingue europee nell'ambito del progetto EuroWordNet, finanziato dalla Comunità europea (1996-1999). Il lessico per la lingua italiana è stato sviluppato dall'Istituto di linguistica computazionale del CNR a Pisa (diversamente dal suo omologo da cui trae l'idea non è pubblicamente scaricabile).
Nel 2006 il database per la lingua inglese conteneva circa 150.000 parole organizzate in più di 115.000 synset, la maggior parte dei quali sono connessi ad altri synset da relazioni semantiche.
WordNet attualmente è usato nel ramo informatico (in particolar modo nelle università), per lo sviluppo di sistemi WSD Word sense disambiguation.

## Classificazione
Le relazioni semantiche variano in funzione del tipo di parola e includono:
- per i sostantivi:
  - iperonimia (hyperonyms): Y è un iperonimo di X se ogni X è "una specie di" Y;
  - iponimia (hyponyms): Y è un iponimo di X se ogni Y è (una specie di) X;
  - coordinazione: Y è un termine coordinato di X se X e Y hanno un iperonimo in comune;
  - olonimia (holonym): Y è un olonimo di X se X è parte Y;
  - meronimia (meronym): Y è un meronimo di X se Y è parte X;
- per i verbi:
  - iperonimia (hypernyms): il verbo Y è un iperonimo del verbo X se l'attività X è (una specie di) Y (come viaggio rispetto a movimento);
  - troponimia (troponyms): il verbo Y è un troponimo del verbo X se nel fare l'attività Y si fa anche la X (come mormorare rispetto a parlare);
  - implicazione (entailment): il verbo Y è un'implicazione del verbo X se nel fare X uno deve per forza fare Y (come russare rispetto a dormire);
  - coordinazione: Y è un termine coordinato di X se X e Y hanno un iperonimo in comune.
- Gli aggettivi sono classificati come:
  - nomi relativi,
  - simile a,
  - participi dei verbi;
- Gli avverbi seguono la classificazione dell'aggettivo da cui derivano.